# Benzoesany
Benzoesany – związki chemiczne, sole lub estry kwasu benzoesowego o wzorze ogólnym (C6H5COO)aXa
gdzie:
X – (i) atom metalu (sole) lub (ii) grupa alkilowa lub arylowa (estry)
a – wartościowość metalu

## Benzoesany jako sole
Benzoesany metali I i II grupy układu okresowego stosowane są często jako środki konserwujące.
- benzoesan sodu – C6H5COONa (środek konserwujący o symbolu E211)
- benzoesan potasu – C6H5COOK (środek konserwujący o symbolu E212)
- benzoesan wapnia – (C6H5COO)2Ca (środek konserwujący o symbolu E213)
- benzoesan magnezu – (C6H5COO)2Mg (stosowany dawniej do leczenia zapalenia stawów)

## Benzoesany jako estry
Estry benzoesowe prostych alkoholi mają przyjemny, intensywny zapach i są stosowane w przemyśle perfumeryjnym.
- benzoesan metylu – C6H5COOCH3 (środek zapachowy o zapachu owoców feijoa)
- benzoesan etylu – C6H5COOC2H5 (środek zapachowy)
- benzoesan propylu – C6H5COOC3H7
- benzoesan benzylu – C6H5COOCH2C6H5 (środek zapachowy, insektycyd, rozpuszczalnik)